# Syntrichia andicola
Syntrichia andicola là một loài Rêu trong họ Pottiaceae. Loài này được (Mont.) Ochyra miêu tả khoa học đầu tiên năm 1992.